# 原嶋勝美
原嶋 勝美（はらしま かつみ）は、日本の情報工学者。大阪工業大学工学部電子情報システム工学科教授、前大学院工学研究科電気電子工学専攻幹事。工学博士（大阪府立大学）。
主な専門は、知能情報学、システム工学・ソフトウェア工学（特にマルチエージェントシステム、社会システム工学、人工生命など）、プログラミング（特にC）、システムアーキテクチャ（特にSoCやFPGA）。

## 来歴
1986年に大阪府立大学（現在の大阪公立大学）大学院工学研究科博士前期課程を修了。シャープに入社し、LSI設計におけるアルゴリズムベースの最適化の研究などに従事。1993年大阪府立大学工学部情報工学科助手。1997年に工学博士（大阪府立大学）。同年、大阪工業大学工学部電子工学科に着任し、2022年現在、同学部電子情報システム工学科教授。
主な所属学会は、情報処理学会、 電子情報通信学会など。
システム工学・ソフトウェア工学の対外啓蒙活動として、高校生向けに大阪府立河南高校（2020）、大阪府立佐野高校（2019）で出張講義を行っている。

## 主な研究
- ソフトウェアエージェントによる避難行動シミュレーション〜 システム最適化および社会システム工学シミュレーション（データサイエンス的なアプローチ）
- マルチエージェントを用いた購入品配送システム・ポーターエージェントシステムの開発 -「Integration of a Purchase Porter System into a VO Developed by PANGEA」：サラマンカ大学との国際共同研究[5]
- マルチエージェントを用いた貨幣システムの考察
- 自律移動型ロボットを活用した地域防犯システム
- 宅配における移動型配達拠点を用いたドローン配達システム[6]